# Ust´-Kandyga
Ust´-Kandyga (ros. Усть-Кандыга) – wieś (dieriewnia) w Rosji, w Kraju Krasnojarskim, w rejonie rybińskim. W 2010 liczyła 407 mieszkańców.